# Luís de Camões
Luís Vaz de Camões (n. decembrie 1524, Lisabona, Portugalia – d. 10 iunie 1580, Lisabona, Portugalia) este poetul național al Portugaliei și unul dintre clasicii literaturii universale. Este autorul eposului Luisiadelor(1572). Măiestria versurilor sale a fost comparată cu cea a lui Homer, Vergilius și Dante.

## Viața

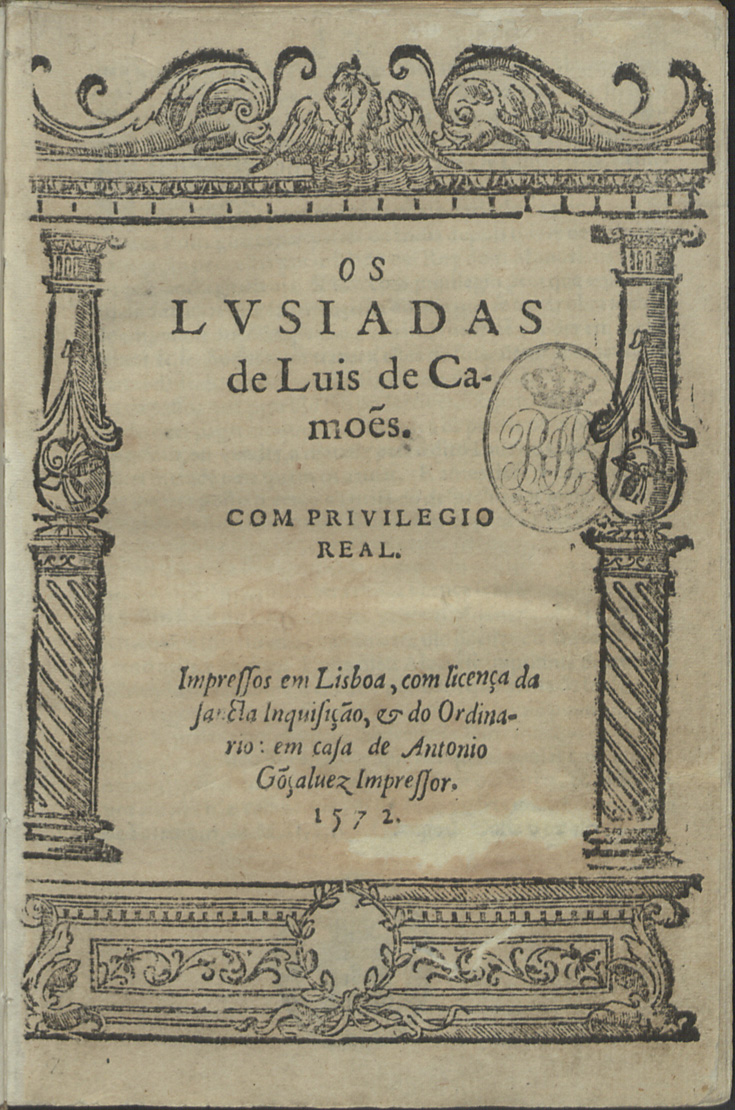
Prima ediție a Lusiadelor.

Datele sale biografice sunt puține la număr și nesigure. Viața sa a fost tumultuoasă și plină de întâmplări nefericite.
S-a născut în jurul lui 1525 la Constançia, aproape de Santarem ca unic fiu al unei familii din mica nobilime ce provenea din zona Galiciei, care se stabilise la Santarem și care mai târziu avea să se mute la Lisabona. După unii specialiști, chiar Lisabona este locul nașterii sale.
La scurt timp, tatăl, Simão Vaz de Camões, și-a părăsit familia și a plecat în India pentru a se îmbogăți (fiind perioada marilor descoperiri geografice), unde avea să se stingă din viață la Goa. Între timp, mama, Ana de Sá de Macedo, se recăsătorise. Se presupune că Luís de Camões a studiat la Universitatea de la Coimbra dar nu se cunosc date exacte. A slujit apoi ca soldat în Africa de Nord, a trăit în Macao și Goa și s-a stabilit în Mozambic. Abia în 1570 s-a întors în Portugalia.
Peste doi ani publică Os Lusíadas. Ca recompensă pentru opera sa poetică sau poate pentru activitatea sa din Orientul Îndepărtat, i se acordă o mică pensie din partea regelui Sebastian. Moare sărac, pe un pat de spital în 1579.

## Opera

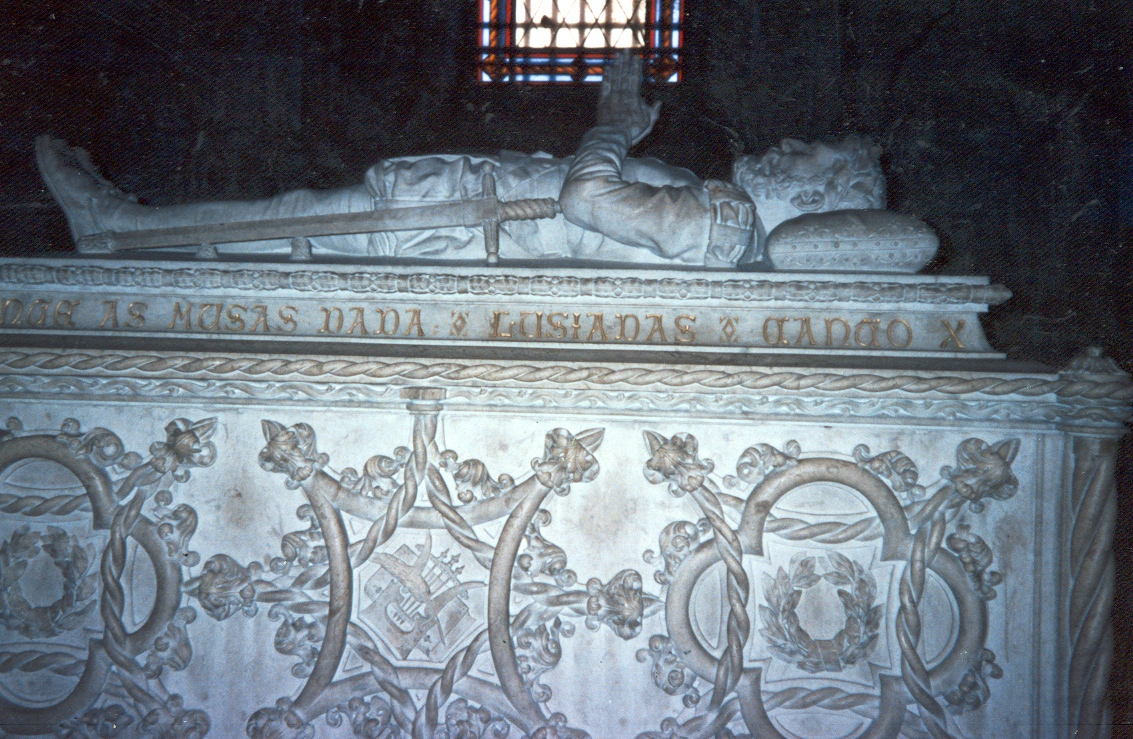
Mormântul lui Camões în Lisabona.

Camões a scris elegii, ode și sonete. Capodopera sa este Os Lusíadas (Lusiada, traducere Aurel Covaci, 1965) (1572). Este o operă epică de mari proporții, influențată de Odiseea, ce relatează descoperirile și cuceririle portugheze (lusitane).

## Posteritate
Ca apreciere a operei sale literare și în memoria sa:
- Ziua națională a Portugaliei este data la care s-a stins marele scriitor, 10 iunie.
- În 1989 s-a instituit Premiul Camões pentru Literatură.
- Un crater de pe Mercur îi poartă numele.